# 海州市
海州市（ヘジュし、해주시）は、朝鮮民主主義人民共和国の南西部（朝鮮半島中西部）の黄海南道の道都。水産資源、地下資源に恵まれている。ここの海岸の砂は韓国にも輸出される。

## 地理・気候
平壌直轄市から100kmほどに位置する。海州湾に面し、港湾都市である。北には首陽山がそびえる。
| 海州(1981〜2010)の気候 | 海州(1981〜2010)の気候 | 海州(1981〜2010)の気候 | 海州(1981〜2010)の気候 | 海州(1981〜2010)の気候 | 海州(1981〜2010)の気候 | 海州(1981〜2010)の気候 | 海州(1981〜2010)の気候 | 海州(1981〜2010)の気候 | 海州(1981〜2010)の気候 | 海州(1981〜2010)の気候 | 海州(1981〜2010)の気候 | 海州(1981〜2010)の気候 | 海州(1981〜2010)の気候 |
| 月                     | 1月                    | 2月                    | 3月                    | 4月                    | 5月                    | 6月                    | 7月                    | 8月                    | 9月                    | 10月                   | 11月                   | 12月                   | 年                     |
| ---------------------- | ---------------------- | ---------------------- | ---------------------- | ---------------------- | ---------------------- | ---------------------- | ---------------------- | ---------------------- | ---------------------- | ---------------------- | ---------------------- | ---------------------- | ---------------------- |
| 日平均気温 °C （°F）   | −3.4 (25.9)            | −1.0 (30.2)            | 4.2 (39.6)             | 10.8 (51.4)            | 16.0 (60.8)            | 20.7 (69.3)            | 23.5 (74.3)            | 24.9 (76.8)            | 20.4 (68.7)            | 14.1 (57.4)            | 6.6                    | −0.5 (31.1)            | —                      |
| 降水量 mm （inch）     | 10.4 (0.409)           | 24.1 (0.949)           | 28.9 (1.138)           | 57.6 (2.268)           | 107.4 (4.228)          | 128.8 (5.071)          | 327.2 (12.882)         | 257.3 (10.13)          | 143.6 (5.654)          | 51.6 (2.031)           | 40.1 (1.579)           | 16.9 (0.665)           | 1,193.9 (47.004)       |
| 出典：気象庁           |                        |                        |                        |                        |                        |                        |                        |                        |                        |                        |                        |                        |                        |

| 海州 1961 - 1990年平均の気候           | 海州 1961 - 1990年平均の気候 | 海州 1961 - 1990年平均の気候 | 海州 1961 - 1990年平均の気候 | 海州 1961 - 1990年平均の気候 | 海州 1961 - 1990年平均の気候 | 海州 1961 - 1990年平均の気候 | 海州 1961 - 1990年平均の気候 | 海州 1961 - 1990年平均の気候 | 海州 1961 - 1990年平均の気候 | 海州 1961 - 1990年平均の気候 | 海州 1961 - 1990年平均の気候 | 海州 1961 - 1990年平均の気候 | 海州 1961 - 1990年平均の気候 |
| 月                                     | 1月                          | 2月                          | 3月                          | 4月                          | 5月                          | 6月                          | 7月                          | 8月                          | 9月                          | 10月                         | 11月                         | 12月                         | 年                           |
| -------------------------------------- | ---------------------------- | ---------------------------- | ---------------------------- | ---------------------------- | ---------------------------- | ---------------------------- | ---------------------------- | ---------------------------- | ---------------------------- | ---------------------------- | ---------------------------- | ---------------------------- | ---------------------------- |
| 日平均気温 °C （°F）                   | −4.8 (23.4)                  | −2.6 (27.3)                  | 2.8 (37)                     | 9.9 (49.8)                   | 15.6 (60.1)                  | 20.0 (68)                    | 23.6 (74.5)                  | 24.7 (76.5)                  | 19.7 (67.5)                  | 13.1 (55.6)                  | 5.7 (42.3)                   | −1.6 (29.1)                  | 10.51 (50.92)                |
| 出典：World Climate Haeju, North Korea |                              |                              |                              |                              |                              |                              |                              |                              |                              |                              |                              |                              |                              |

## 行政区画
26洞・5里を管轄する。
| - 結城洞（キョルソンドン） - 広石洞（クァンソクトン） - 広河洞（クァンハドン） - 九済洞（クジェドン） - 南山洞（ナムサンドン） - 大谷洞（テゴクトン） - 龍塘洞（リョンダンドン） - 芙蓉洞（プヨンドン） - 四美洞（サミドン） - 山城洞（サンソンドン） - セゴリ洞（セゴリドン） - 西艾洞（ソエドン） - 石美洞（ソンミドン） - 石川洞（ソクチョンドン） - 仙山洞（ソンサンドン） - 乗馬洞（スンマドン） | - 養士洞（ヤンサドン） - 陽地洞（ヤンジドン） - 煙霞洞（ヨナドン） - 栄光洞（ヨングァンドン） - 玉渓洞（オッケドン） - 挹坡洞（ウッパドン） - 長春洞（チャンチュンドン） - 鶴峴洞（ハキョンドン） - 海雲洞（ヘウンドン） - 海清洞（ヘチョンドン） - 神光里（シングァンニ） - 煙陽里（ヨニャンニ） - 迎陽里（ヨンヤンニ） - 鵲川里（チャクチョンニ） - 長芳里（チャンバンニ） |

## 歴史
古朝鮮以降帯方郡に属しており、高句麗は内未忽郡・池城・長池と呼び、新羅文武王以降漢州に所属してから、762年（景徳王21年）瀑池と改称し、知性を積んで大陸方面の前衛部に重要視されてきた。
高麗太祖は海に臨んだわけで「海州」と命名されて成宗は初めに牧を置き、続いて節度使を置いて顕宗の時に節度使を廃止して4都護府の1つである安西都護府を置いた。睿宗の時に大都護府に昇格し、高宗の時に牧に還元して朝鮮に継承した。
光海君の時に一時県に降格されたが仁祖元年に回復され、1895年（高宗32年）二十三府を設置して海州府となり16郡を管下において1896年十三道を設置して黄海道の道庁所在地となった。

### 年表
この節の出典
- 1920年 - 海州郡海州面が指定面に昇格。
- 1927年 - 海州郡瀛東面の一部が海州面に編入。
- 1931年4月1日 - 海州郡海州面が海州邑に昇格。
- 1936年 - 海州郡瀛東面・西辺面の各一部が海州邑に編入。
- 1938年10月1日 - 黄海道海州郡海州邑が海州府に昇格。
- 1940年 - 開港場に指定された。
- 1943年10月1日 - 碧城郡西席面の一部を編入。
- 1945年8月15日 - ソ連軍管理下に置かれる。龍塘浦地域は38度線以南に位置するが、アメリカとソ連の合意により、最終的に海州府全域がソ連軍管理下に置かれた。
- 終戦直後 - 海州府が海州市に改称。
- 1952年12月 - 郡面里統廃合により、黄海道海州市、碧城郡西席面の一部地域をもって、海州市を設置。海州市に以下の洞・里が成立。(3洞20里)
  - 玉渓里・泰峯洞・南川洞・白林洞・海雲里・海清里・四美里・芙蓉里・長春里・養士里・九済里・広石里・広河里・煙陽里・清風里・乗馬里・石川里・王神里・龍塘里・仙山里・石美里・結城里・挹坡里
- 1954年10月 - 黄海道の分割により、黄海南道海州市となる。同時に黄海南道道庁所在地となる。(3洞20里)
- 1955年 (17洞6里)
  - 乗馬里が乗馬洞に昇格。
  - 広石里が広石洞に昇格。
  - 海清里が海清洞に昇格。
  - 広河里が広河洞に昇格。
  - 海雲里が海雲洞に昇格。
  - 四美里が四美洞に昇格。
  - 芙蓉里が芙蓉洞に昇格。
  - 長春里が長春洞に昇格。
  - 仙山里が仙山洞に昇格。
  - 養士里が養士洞に昇格。
  - 玉渓里が玉渓洞に昇格。
  - 九済里が九済洞に昇格。
  - 清風里が清風洞に昇格。
  - 王神里が王神洞に昇格。
- 1957年6月 (15洞6里)
  - 南川洞が泰峯洞・長春洞に分割編入。
  - 長春洞の一部が泰峯洞に編入。
  - 白林洞が芙蓉洞に編入。
- 1961年3月 (18洞7里)
  - 龍塘里が分割され、龍塘洞・西艾洞が発足。
  - 乗馬洞の一部が分立し、大谷洞が発足。
  - 九済洞の一部が養士洞に編入。
  - 石川里の一部が清風洞に編入。
  - 青丹郡迎陽里、碧城郡神光里を編入。
- 1963年11月 - 煙陽里が煙霞洞に昇格。(19洞6里)
- 1965年1月 (22洞5里)
  - 青丹郡鵲川里・長芳里を編入。
  - 石川里が石川洞に昇格。
  - 石美里が石美洞に昇格。
  - 結城里が結城洞に昇格。
- 1967年 - 鵲川里の一部が分立し、鶴峴洞が発足。(23洞5里)
- 1972年11月 - 乗馬洞の一部が分立し、山城洞が発足。(24洞5里)
- 1973年 - 国際貿易港となる。
- 1977年9月 (24洞5里)
  - 清風洞がセゴリ洞に改称。
  - 泰峯洞が栄光洞に改称。
  - 王神洞が南山洞に改称。
- 1981年6月 - 挹坡里が挹坡洞に昇格。(25洞4里)
- 1993年12月 (26洞5里)
  - 鶴峴洞の一部が分立し、陽地洞が発足。
  - 煙霞洞・挹坡洞の各一部が合併し、煙陽里が発足。
  - 鶴峴洞の一部が鵲川里に編入。

## 経済
化学、セメント、造船などの工業が発達している。また、水産業が非常に盛んで、米、果物などの生産も盛ん。

## 交通
- 海州空港
- 黄海青年線
  - 鶴峴駅 - 長芳駅 - 海州青年駅
- 甕津線
  - 海州青年駅 - 王神駅 - 西海州駅 - 文井駅
- 白川線
  - 海州青年駅 - 長芳駅
- 鼎島線
  - 王神駅 - 鼎島駅

## 教育
- 医科大学

## 海州市出身の人物
- 安重根